# حليب خنزير
حليب الخنزير (بالإنجليزية: Pig milk)‏ هو حليب يُستهلك عادة من قبل الخنازير الصغيرة، ومشابه في تركيبه لحليب الأبقار، لكنه يحتوي على نسبة أعلى من الدهون. لا يُستخدم بكثرة للأغراض البشرية ولا يُعتبر صالحا للتسويق الزراعي. أُجريت عدة محاولات لإنتاج جبن من حليب الخنازير، ونجح بعض هذه المحاولات.

## الوصف
يحتوي حليب الخنازير على 8.5% من الدهون مقارنة بـ 3.5% في حليب الأبقار، ويتميز بتركيب مشابه للبأ الأبقار من حيث البروتين والدهون واللاكتوز. تُنتج الخنازير التي تتبع نظام غذائي غني بالبروتين كميات أكبر من الحليب مقارنة بتلك التي تتغذى على نظام منخفض البروتين.

## الاستخدام البشري

### الجبن
أنتج مزارع هولندي أحد أول أنواع الجبن من حليب الخنازير بعد ساعات طويلة من الحلب بمشاركة عشرة أشخاص. رغم فشل عدة محاولات، تمكنوا من إنتاج بضعة كيلوغرامات، ووُصف طعمه بأنه "طباشيري قليل الملوحة".

### الصحة والجمال
كانت سوزانا مونتغمري، كونتيسة إغلينتون [الإنجليزية]، تغسل وجهها بحليب الخنازير ثم تشربه. وأوصت بهذا العلاج للآخرين، معتقدة أنه يساعد في الحفاظ على القوام وصفاء البشرة.